# Szedenics György
Szedenics György (Farád, 1798. november 28. – Nemesszalók, 1867. október 19.) evangélikus esperes-lelkész.

## Élete
Tanult Sopronban. 1819. szeptember 19-én szentelte föl Kis János szuperintendens ajkai segédlelkésznek és a bécsi egyetemet látogatta. Visszatérvén, Vadasfára ment segédlelkésznek; innét pedig 1822-ben Dobronyba hívták meg rendes lelkésznek. 1828-ban palotai pappá választatott, ahol 39 évig működött; az egyházmegye iskola-vizsgálóvá, később esperessé (mely hivatalát 24 évig viselte), az egyházkerület pedig főjegyzővé választotta (mely állásban 12 évig működött). Jeles egyházi szónok volt. 

## Munkája
- Idvezlő tisztelet vásonkeői ifjabb gróf Zichy István úr ő Ex-jának Veszprém vármegye főispányi székébe 1832. mind sz. hava 4. lett beiktatása ünnepére. Veszprém, 1832. (Költemény).